# 黄昏のオード ‐ODE TO THE SUNSET ERA‐
『黄昏のオード ‐ODE TO THE SUNSET ERA‐』（たそがれのオード オード トゥ サンセット エラ）は1996年12月27日にトンキンハウスが開発・販売したPlayStation用のロールプレイングゲーム。

## 概要
主人公が歌を駆使して戦闘を行うため、公式は「シンフォニックRPG」と本作のジャンルを定めている。
後年のVOCALOIDと異なり音程や抑揚などの設定はできないが、戦闘やフィールドで使う歌の歌詞を自由に編集することが可能。
本作ではオープニングとエンディングのみでCGを採用し、それ以外は全編においてドット絵のグラフィックとなっている。

## ストーリー
かつて純音の神・アトビオンの下で平和を享受していたハルモニア世界は、ある日凶音の神・ガリハアクという悪神が侵略を企てていた。
二柱の神の戦いの末、ガリハアクは天界に逃れ、アトビオンは眠りについた。アトビオンは眠りにつく際に歌に力を宿し、力を宿したその歌は世界各地に広まった。この戦いによって、4つの大陸が海中に沈み、代わりに小さな島々が残っていた。主人公は世界を旅する吟遊詩人。ある島への船旅の途中で嵐に遭い、港町アデンに漂着した。旅を続けるために必要な船を探し求めるが、良くも悪くも、町の音楽院の院長の死に際し、歌魂(うただま)と呼ばれる力を授かる。これが運命の転機となり、主人公は古のオードを探す旅へと導かれていくことになる。
そして永い時を経て、何者かの手によって封印されたはずの悪神ガリハアクが復活した。この世を統治する善神アトピオンが眠っている時に、ガリハアクを倒せるのは歌魂を持ち、この世界のどこかに封印されている伝説のオードを歌える者だけ。リュッケルトは旅の中で出会う仲間たちと共に、古のオードを探してガリハアクを倒すことを誓った。

## ゲームシステム
戦闘はターン制で行われ、主人公のみが歌による行動を行える。歌魔法は各地で手に入れる楽譜を使うことによって修得する。
冒険の中でキャラクターの雇用と解雇を行ってパーティを編成する。
主人公以外はターン毎に不確定で命令を無視して特殊能力を発動する。
主人公が死亡すると他のメンバーの状況に関わらず即ゲームオーバーになる。

## 登場人物

### 使用可能キャラクター
リュッケルト
このゲームの主人公で、リュートを片手に世界を渡り歩く吟遊詩人。名前はデフォルトネームであり、ゲーム開始時に自由に変更可能。
音痴だが本人にはその自覚がなく、エスタンシア王宮での会話で否定している。ある島への船旅中に、激しい嵐となり船は難破。漂着した島のある事件がきっかけで、世界の命運を左右する冒険に旅立つことになる。
アイリス
取扱説明書によると龍族の血を4分の1引く設定。
龍族の族長・モルガンの娘だが、アーノスタル「アイリスの龍の血は我々の中で最も薄い」という理由で龍族特有の竜人の姿ではなく人間のような姿をしている。父よりオード探しの教育を受けており、戦士並みの腕前を持つが体力は低い。
アトビオンの洞窟でカリヨンを使い、アトビオンを目覚めさせた。
ガリハアク撃破後にリュッケルトに告白し、リュッケルトと共に新たなる旅に出掛けた。
ライオネル
エスタンシアの反乱軍の重鎮。
「エスタンシア王宮に入るのに必要な振動石の場所を知っている」と主人公一行に自身を売り込んで加入する。
王宮でのイベント後も興味本位でしばらく冒険に同行する。
ショウコ
グレゴリアにてジル大僧正の捜索を頼んできた女性。
実はランパルの婚約者。
アロン
オーパス村出身の青年。正義感は強いが若干根暗。
村に帰還した際に村の荒れ果てた様子に愕然とし、敵となるエドを追うこととなった。
ボビン
港町アデンの実力者で、龍族の一員。
ガリハアクを信仰し、龍族にまつわるアトビオンとガリハアクの真実に従っていたが、共に生活する中で自分が心を許した人間に与するようになった。
エド
囚人島視察の際にガリハアクの手先にとりつかれ、オーパスの村を襲撃。
正気に戻った後、ガリハアクとの最終決戦に協力した。

### その他主要人物
アトビオン
人間にとっては創造主となる神。
一方、モルガンはアトビオンが龍族にとっての破壊神である旨を主張した。
ガリハアク
本作のラストボス。
人間にとっては破壊神だが、龍族にとっては創造神であり、彼らにとっての信仰の対象。
モルガン
龍族の族長で、アイリスの父親。
アイリスを育て、オード探しに向かわせる。
主人公一行の前で、人間達が学んだものとは明確に異なる歴史を主張した。
「最強の力の歌」をガリハアクに歌わせることにより人間を消滅させることを目論んだが、主人公一行と対立し、戦闘の末に死亡する。
ランパル
エスタンシア王宮の国王。
何者かに憑り付かれて正気を失っていた。
カリヨンの楽譜を破り、パーティを監禁する。
エンディングの際には正気を取り戻していた。